# 水際作戦
水際作戦（みずぎわさくせん）とは、上陸してくる敵を水際で撃滅する作戦である。転じて、自国外から自国内（自地域内）に入れてはならない人や物が入り込むのをその入口で防ぐ政策・戦略・施設の意味合いでも用いられる。

## 軍事における水際作戦
海岸に砲列を敷き、地雷、機雷、鉄条網などを敷設して水際陣地を構築、敵の上陸用舟艇には砲撃を加え、敵兵が上陸してきたら銃撃と歩兵の突撃で敵を撃滅するというもの。
特に本用語の源流とも言うべき軍事分野では「内陸持久」、「持久戦」の対義語として扱われた。日本やイギリスといった、国土が狭隘で多くの産業が高度に密集発展した近代国家での内陸持久には、特に不利な点が多い。これは多くの一般市民の犠牲、国土の荒廃といったマイナス面が大きいためである。内陸持久には、自国であることによる地の利を生かした用兵、ゲリラ戦術など効果的な抵抗が可能で加えて兵力の水際配備による遊兵の発生を減らすことができるといった利点はあるが、結局それら作戦の長短を比較し伝統的に水際作戦のドクトリンが採用されてきた。
ただし、太平洋戦争で人類史上最大という極めて強大な火力・兵站力を持つアメリカ軍を相手に戦った日本軍においては、水際配備した兵力が圧倒的な規模の爆撃・艦砲射撃により、作戦初期段階で失われる事態が多発し、上陸前に殲滅する「水際撃滅方式」が打ち砕かれた。このため、戦争最末期の硫黄島の戦い、沖縄戦では水際作戦の伝統を放棄して内陸持久に転換し、結果、効果的な抵抗でアメリカ軍に多くの打撃を与え、長く足止めすることに成功した。
このため警察予備隊草創期からソビエト連邦軍を主要仮想敵とした陸上自衛隊は、「年度防衛及び警備計画」によって北海道に侵攻したソ連極東軍を石狩平野や音威子府峠で迎え撃ち、ソ連軍の侵攻を出来るだけ引き付けた上で、アメリカ軍の来援まで耐え抜くという内陸持久型の戦法をとっていた。
しかし、ソ連軍の狙いは津軽海峡と宗谷海峡の安全航行であるとするとの想定から、1985年（昭和60年）9月に策定された中期防衛力整備計画において、陸上自衛隊は従来の方針を転換して、洋上水際撃破型に戦法を転換した。装備も長射程の地対艦誘導弾や多連装ロケットシステムや地対空自走砲、対戦車ヘリコプターの整備が重視され、これらの高額な装備導入に多額の予算が投じられた。
ソ連軍の北海道侵攻に際して、航空自衛隊は千歳基地の戦闘機部隊を全て本州の三沢基地、百里基地、小松基地に避難させることになっていた。海上自衛隊は四個護衛隊群の全てをアメリカ海軍第7艦隊のエスコートに回し、北海道で孤軍奮闘の持久戦を強いられる陸自部隊への援軍として派兵されるアメリカ軍部隊の航行の安全を確保することになっていた。

## 人の入国および物品の輸入における水際作戦
密輸品に対する税関での検査の強化や、年々新種の発生、流行が確認される新型インフルエンザ、または突発的に発生し、各国で社会不安を起こすエボラ出血熱やSARSといった感染症対策、公衆衛生において、その国の公衆衛生担当官庁が病気が自国内で大流行してから、予防・治療を行うのではなく、港・空港での検疫の強化、感染者の隔離といった初期段階での迅速な対処、初動対応を重視することを当該官庁もしくは報道関係で「水際作戦」と表現することがある。
日本では、2009年新型インフルエンザの世界的流行で、世界から日本へH1N1亜型を持ち込まれるのを防止するため、厚生労働省が水際作戦を実行した。

## 学習における水際作戦
学校での日々の定期試験あるいは入学試験など試験全般において、一科目でも落第点・赤点があれば他の科目がどれほど高得点であろうと留年や不合格といった事態を招来する場合に、確実に高得点が得られる得意科目の学習時間を多少削ってでも落第点の危険性が拭えない苦手科目の学習に時間を当てることで最悪の事態を避ける目的で満遍無く学習時間（軍事であれば兵力）を費やす方策を学生（ただし近年はほとんど用いられない）の他、学校教諭や塾講師が水際作戦と表現することがある。
実はこれが用語の語源たる軍事の水際作戦の定義に最も近く、「苦手科目でそれほど難解な設問が出なかった」等の場合も学習時間のロス、軍事での「遊兵」と同じ無駄が生じる点も、また軍事と同様である。